# Island (banda)
Island fue un grupo musical formado por la CyBC (Cyprus Broadcasting Corporation) para el debut de Chipre en el Festival de la Canción de Eurovisión 1981, celebrado en Dublín, Irlanda. El grupo defendió la canción "Monika" y terminó ocupando el 6º lugar con 69 puntos.
Sus integrantes fueron Alexia Vassiliou, Areti Kassapi Haralbidou, Aristos Moskovakis, Roger Lee y Doros Georgiadis.